# Iwan Alexandrowitsch Panin
Iwan Alexandrowitsch Panin (russisch Иван Александрович Панин; * 22. Juli 1987 in Ufa, Baschkirische ASSR) ist ein ehemaliger russischer Nordischer Kombinierer. Der mehrfache russische Meister feierte seinen größten Erfolg mit dem Gewinn des Teamwettkampfes bei der Winter-Universiade 2011.

## Werdegang
Drei Teilnahmen an Juniorenweltmeisterschaften
Panin, der in Leninogorsk in der Teilrepublik Tatarstan aufgewachsen war, startete für den dort ansässigen Verein ZSK Leninogorsk. Mitte März 2005 gab er in Vuokatti im Rahmen des B-Weltcups sein internationales Debüt, verpasste jedoch die Punkteränge. Etwa zwei Wochen später nahm er an den Nordischen Junioren-Skiweltmeisterschaften 2005 im finnischen Rovaniemi teil, wo er sowohl im Sprint als auch mit dem Team nur die hinteren Ränge erreichte. Nachdem er in der Zwischenzeit international nicht angetreten war, zeigte sich Panin bei den Nordischen Junioren-Skiweltmeisterschaften 2006 in Kranj im Vergleich zum Vorjahr etwas verbessert. Bei den Einzelwettbewerben reichte es zu den Rängen 33 und 28, wohingegen er mit der 4 × 5-km-Staffel nach der Gundersen-Methode Fünfter wurde. Bei den darauffolgenden Juniorenweltmeisterschaften in Tarvisio verschlechterte er sich im Einzel wieder auf die Ränge 57 und 51, woraufhin er im Team nicht eingesetzt wurde. Am 15. Februar 2008 gelang ihm beim Sprint in Iiyama erstmals der Sprung in die Punkteränge des B-Weltcups. Dies gelang ihm auch bei den weiteren Stationen der Asienreise, womit er letztlich den 68. Platz in der Gesamtwertung belegte.
Seine ersten beiden Weltmeisterschaften und Erfolge bei der Universiade
Zu Beginn des Winters 2008/09 debütierte Panin in Ruka im Weltcup, scheiterte aber deutlich gegen eine starke Konkurrenz. Obwohl er auch im weiteren Saisonverlauf punktlos blieb, wurde Panin in den russischen Kader für die Nordischen Skiweltmeisterschaften 2009 in Liberec berufen, wo er bei allen vier Entscheidungen eingesetzt wurde. Sein bestes Einzelergebnis stellte der 43. Rang im Gundersen Einzel von der Großschanze dar. Darüber hinaus wurde er gemeinsam mit Anton Kamenew, Nijas Nabejew und Sergei Maslennikow Zehnter mit dem Team. Nachdem er sich sowohl im Sommer im Grand Prix als auch zu Beginn des Winters im Weltcup erfolglos auf höchster Ebene versuchte, stellte sich Panin ab Mitte Januar 2010 erneut im Continental Cup der Konkurrenz. In dieser Wettkampfserie trat er auch vorrangig in der Saison 2010/11 an und konnte dabei regelmäßig die Punkteränge erreichen. Sein bestes Saisonresultat stellte dabei der fünfte Rang in Harrachov dar. Bei der Winter-Universiade 2011 im türkischen Erzurum gewann er als Absolvent der Staatlichen Pädagogischen Universität in Jelabuga die Bronzemedaille im Gundersen Einzel und wurde zudem Universiadesieger mit dem Team. Wenige Wochen später zeigte Panin bei den Nordischen Skiweltmeisterschaften 2011 weniger zufriedenstellende Leistungen, sodass er sich mit den Rängen 45 und 50 im Einzel sowie zwei elften Plätzen bei Teamwettbewerben begnügen musste.
Erste Weltcup-Punkte
Anfang September 2011 gewann Panin beim Grand Prix in Oberstdorf seine ersten drei Grand-Prix-Punkte. Im Winter kam er den Punkterängen im Weltcup immer näher, ehe er Mitte Dezember in der Ramsau überraschend den zwölften Platz erreichte und somit erstmals Weltcup-Punkte errang. Grundlage für diesen Erfolg war der Sprunglauf, nach dem er bereits als Fünfter auf die Loipe gegangen war. Im weiteren Saisonverlauf konnte er nur noch in Seefeld vier Punkte gewinnen. Die Saison schloss er auf Rang 48 in der Gesamtweltcupwertung ab. Anfang Januar 2013 lief Panin beim Continental-Cup-Wettbewerb im heimischen Tschaikowski als Dritter zum ersten und einzigen Mal aufs Podest. Die Nordischen Skiweltmeisterschaften 2013 im Val di Fiemme verliefen für Panin erneut enttäuschend. So wurde er mit dem Team Letzter sowie gemeinsam mit Ernest Jachin im Teamsprint Vorletzter. Auch bei den Einzelwettbewerben nach der Gundersen-Methode reichte es mit dem 45. und 44. Platz nur zu den hinteren Rängen.
Olympiateilnahme und Karriereende
Zum Auftakt in die Weltcup-Saison 2013/14 in Ruka erzielte Panin mit dem 21. Platz sein zweitbestes Weltcup-Resultat. Dieses Ergebnis konnte er bei den folgenden Stationen nicht mehr bestätigen und blieb fortan punktlos. Bei den Olympischen Winterspielen 2014 in Sotschi belegte er im Gundersen Einzel von der Großschanze Rang 43. Gemeinsam mit Jewgeni Klimow, Nijas Nabejew und Ernest Jachin erreichte er mit einem Rückstand von mehr als fünfeinhalb Minuten als Neunter das Ziel. In den folgenden Jahren ging Panin nur noch vereinzelt bei internationalen Wettkämpfen an den Start. Nach den Continental-Cup-Rennen im März 2017 in Nischni Tagil beendete er seine Karriere. Auf nationaler Ebene konnte er einen Meistertitel im Einzel sowie weitere fünf mit dem Team gewinnen.

## Statistik

### Platzierungen bei Olympischen Winterspielen
| Jahr und Ort | Wettbewerb   | Wettbewerb   | Wettbewerb |
| Jahr und Ort | Gundersen NS | Gundersen GS | Team       |
| ------------ | ------------ | ------------ | ---------- |
| 2014 Sotschi | –            | 43.          | 09.        |

### Platzierungen bei Weltmeisterschaften
| Jahr und Ort       | Wettbewerb   | Wettbewerb   | Wettbewerb  | Wettbewerb | Wettbewerb | Wettbewerb |
| Jahr und Ort       | Gundersen NS | Gundersen GS | Massenstart | Team NS    | Team GS    | Teamsprint |
| ------------------ | ------------ | ------------ | ----------- | ---------- | ---------- | ---------- |
| 2009 Liberec       | DNS          | 43.          | 46.         | –          | 10.        | –          |
| 2011 Oslo          | 50.          | 45.          | –           | 11.        | 11.        | –          |
| 2013 Val di Fiemme | 45.          | 44.          | –           | 12.        | –          | 13.        |

### Weltcup-Platzierungen
| Saison  | Platz | Punkte |
| ------- | ----- | ------ |
| 2011/12 | 048.  | 026    |
| 2013/14 | 071.  | 010    |

### Grand-Prix-Platzierungen
| Saison | Platz | Punkte |
| ------ | ----- | ------ |
| 2011   | 048.  | 003    |
| 2012   | 046.  | 023    |

### Continental-Cup-Platzierungen
| Saison  | Platz | Punkte |
| ------- | ----- | ------ |
| 2007/08 | 068.  | 016    |
| 2008/09 | 100.  | 009    |
| 2009/10 | 059.  | 051    |
| 2010/11 | 031.  | 150    |
| 2012/13 | 044.  | 100    |
| 2014/15 | 067.  | 026    |